# Abbaye Saint-Gérard de Brogne
Pour les articles homonymes, voir Gérard de Brogne et de Brogne.
L'abbaye Saint-Gérard de Brogne est un établissement monastique fondé par la volonté de Gérard de Brogne en 919, construit en 923, resté de dimension modeste jusqu'au XVe siècle, détruit en 1525 du fait des guerres de religion, rattaché à la mense épiscopale de Namur en 1566, puis fermé en 1795. Cette abbaye de moines bénédictins était situé à Saint-Gérard dans la province de Namur, en Belgique. 
L'église et le cloître ayant été démolis pour permettre le tracé d’une route, ce qui reste de l'abbaye est racheté par la commune de Mettet en 1974. On peut encore découvrir deux grandes fermes du XVIIIe siècle, le quartier abbatial, lui aussi du XVIIIe siècle, bien décoré à l'intérieur, le corps de logis principal disposant d'un vestibule, et une crypte du XIIIe siècle. Une association a développé un centre d’expositions, de séminaires et d'activités culturelles dans les locaux du palais abbatial.
En 1981, la bière de Brogne est brassée à l'extérieur, mais en 2013, la brasserie de l'abbaye de Brogne se réinstalle au cœur même de l'abbaye.

## Situation géographique
L’abbaye Saint-Gérard de Brogne est un monastère situé à Saint-Gérard dans la province de Namur, en Belgique. Elle est bâtie à flanc de coteau, à 19 km au sud-ouest de Namur. Saint-Gérard est aujourd'hui une section de la commune de Mettet, mais c'était autrefois le nom du village développé auprès de l'abbaye.

## Étymologie
L'abbaye est notée Braoniense Coenobium au Xe et Bronium au XIIe siècle, qui proviennent du gaulois *Brāuoniācon, soit le « domaine de Brāvonios » ou le « domaine du moulin ». 
D'après un témoignage datant de 1711, le lieu s'appelait Broigne, par suite de l'existence d'une fontaine, proche de l'abbaye, qui se nommait Brogniau. 
Par la suite, au XVIIe siècle, le nom Saint-Gérard a pris le pas sur celui de Brogne pour désigner l'abbaye.

## Origine

### Songe de saint Gérard
Insatisfait de sa vie comme page à la cour de Béranger, comte de Namur, et du métier des armes, Gérard fait une expérience spirituelle profonde (songe ou vision) alors que, au cours d’une expédition de chasse dans les bois de la Marlagne, il se recueille dans une ancienne chapelle du domaine familial de Brogne dans l’Entre-Sambre-et-Meuse. Lors de cette vision, il s'entend invité par saint Pierre à y fonder un monastère. 
Pour en rapporter des reliques de saint Eugène, Gérard se rend au monastère de Saint-Denis, près de Paris, où il se fait bénédictin. Il y séjourne quelques années et, ordonné prêtre, il revient à Brogne avec les précieuses reliques (919).

### Fondation du monastère
Gérard s’installe définitivement à Brogne, y construisant à partir de 923 un monastère de ‘Saint-Pierre-et-Saint-Eugène’ qui suivra la règle de saint Benoît. Il en est le premier abbé, mais n’est pas souvent présent dans son abbaye car sa réputation de sagesse et de sainteté font qu’il est souvent appelé pour ramener dans l’observance de la Règle de saint Benoît d’autres monastères de la région. Saint-Ghislain, Saint-Pierre-et-Bavon (Gand), Saint-Bertin (Saint-Omer), Saint-Amand, Saint-Remy (Reims), Saint-Wandrille, Saint-Ouen (Rouen) et combien d’autres reçoivent de lui un nouvel élan monastique. Gérard meurt à Brogne en 959.

## Histoire

### DuXeauXVesiècle
Les constructions du monastère sont simples : église, cloître, logement pour les moines, et ferme. Des paysans de la région viennent offrir leurs services pour la construction des bâtiments et l'exploitation de la forêt : ainsi se crée un village.
Si Gérard de Brogne a été un grand réformateur monastique de son temps, son monastère de Brogne est resté de dimension relativement modeste et n'a guère laissé de traces. Saint Gérard meurt en 959, âgé de 70 ans. Il est enterré dans le chœur de l'église abbatiale. Mais à la suite de sa canonisation, proclamée à Liège en 1131, ses restes sont exposés dans un riche reliquaire qui attire la dévotion populaire. L'abbaye est de plus en plus fréquentée par les pèlerins. 
L'abbé Héribert (mort en 998), qui a été le précepteur d'Othon III d'Allemagne, reçoit sa visite en 992 ; l'empereur est accompagné du prince-évêque Notger. Une bonne trentaine d’abbés succèdent à saint Gérard. On sait que, en 1038, l’église est agrandie - sous l’abbé Gonthier - et consacrée par l’évêque de Liège (la région faisait partie de la principauté de Liège). Le monastère est rebâti au XIIIe siècle par l’abbé Robert, dit ‘le Bâtisseur’: le cellier et la crypte que l’on peut visiter aujourd’hui datent de cette époque.

### DuXVIeauXVIIIesiècle

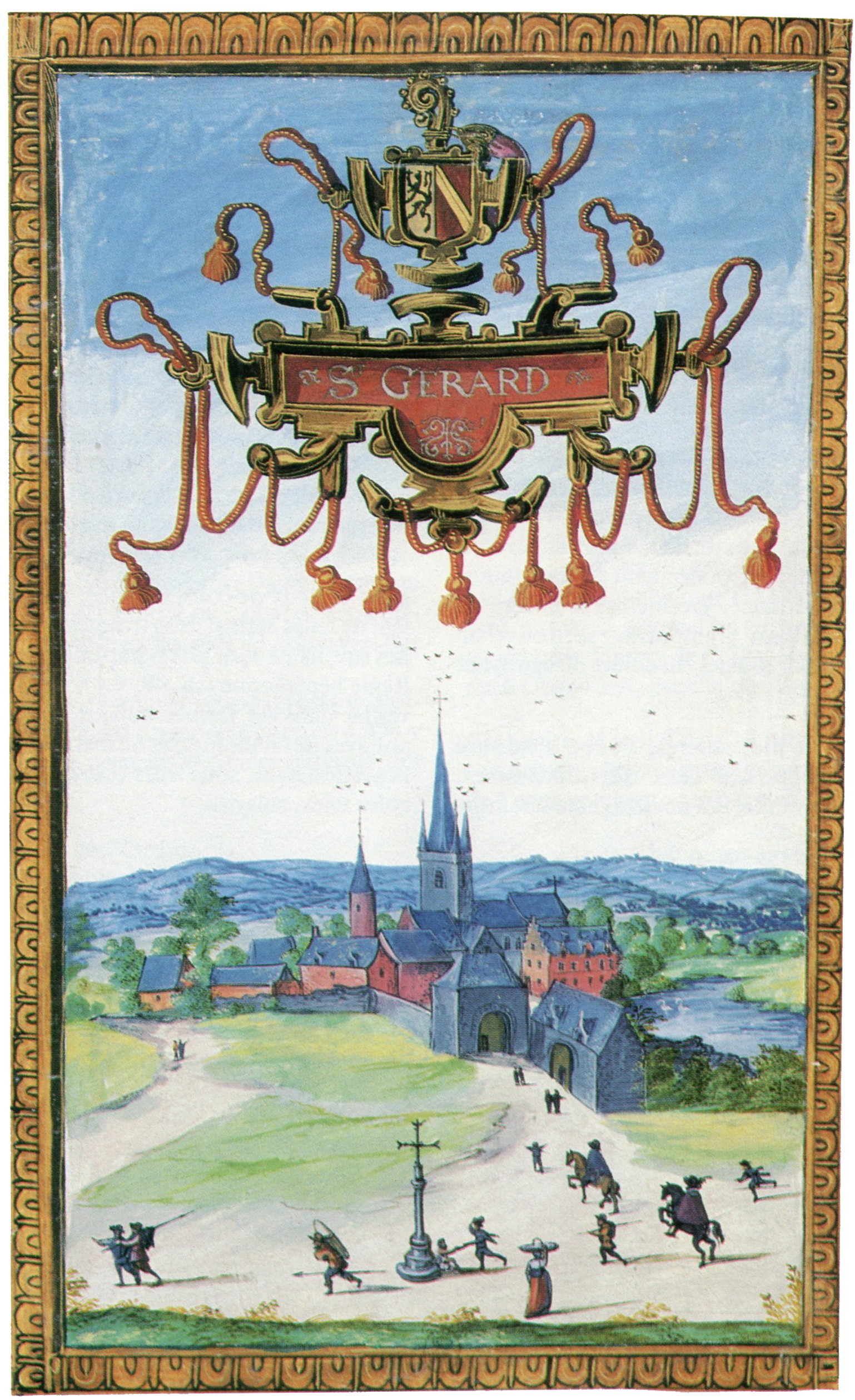
Abbaye de Brogne en 1604 (Albums de Croÿ)

Le XVIe siècle est trouble et difficile. Lors d’une des nombreuses guerres de l’époque, le monastère est détruit (1525). Un déclin s’ensuit, même si les bâtiments sont partiellement rebâtis. Lors de la création du diocèse de Namur (1559), l’abbaye et ses biens sont incorporés au diocèse pour lui assurer des revenus (1566). Titre et dignité de l’abbaye sont supprimés par le pape Pie V. Privée d'une large partie de ses revenus, administrée par de simples prieurs désignés par l'évêque, l'abbaye décline rapidement ; seuls quelques moines vivent encore à l’abbaye. 
La renaissance du XVIIIe siècle ne dure pas longtemps. Un projet de restauration des bâtiments — dont il reste quelques parties romanes — dans le style architectural classique en faveur à l'époque, est mis en route en 1750. Mais il ne fait pas long feu,,. Les moines ne sont plus qu'une douzaine en 1792. Comme partout ailleurs, le monastère est fermé et les moines expulsés lors de la Révolution française. Finalement, les moines ne sont plus que deux en 1795. Abandonnée et pillée au XIXe siècle, l’abbaye tombe en ruine. 
En 1974, ce qui reste de l’abbaye est racheté par la commune de Mettet. Une association Abbaye Saint-Gérard de Brogne loue maintenant les locaux du palais abbatial, et en a fait un centre d’expositions, de séminaires et autres activités culturelles.

## Patrimoine architectural
L'église et le cloître ont été démolis pour permettre le tracé d’une route. Quant aux propriétaires successifs, ils n'ont gardé que les bâtiments qui avaient une utilité avérée. Il reste donc aujourd'hui, :
- deux grandes fermes du XVIIIe siècle, avec une étable à bœufs datée 1553. L’entrée monumentale d'une ferme donne sur la place de Brogne, au centre du village de Saint-Gérard. Dans un renfoncement en arcade, près de ce portail, se trouve une curieuse « table de justice » datant du XIIe siècle ;
- le quartier abbatial, lui aussi du XVIIIe siècle, bien décoré à l'intérieur. Le corps de logis principal montre un vestibule avec arcs de voûtes supportés par des colonnes de pierre et un escalier Louis XV en chêne massif, restauré en 1902. Une salle date de 1553. En 1959, en face de cette construction et en bordure de la place du village, un monument à saint Gérard, dû au statuaire ixellois Alcide Mathieux, a été inauguré solennellement ;
- la crypte du XIIIe siècle. Des fouilles ont été menées pour mettre au jour l’église abbatiale. L’église que l’on voit sur nombre de photos — et devant laquelle se trouve la statue de Saint Gérard — est l’église paroissiale. Elle n’appartient pas au complexe abbatial de Saint-Gérard de Brogne.

## Brasserie

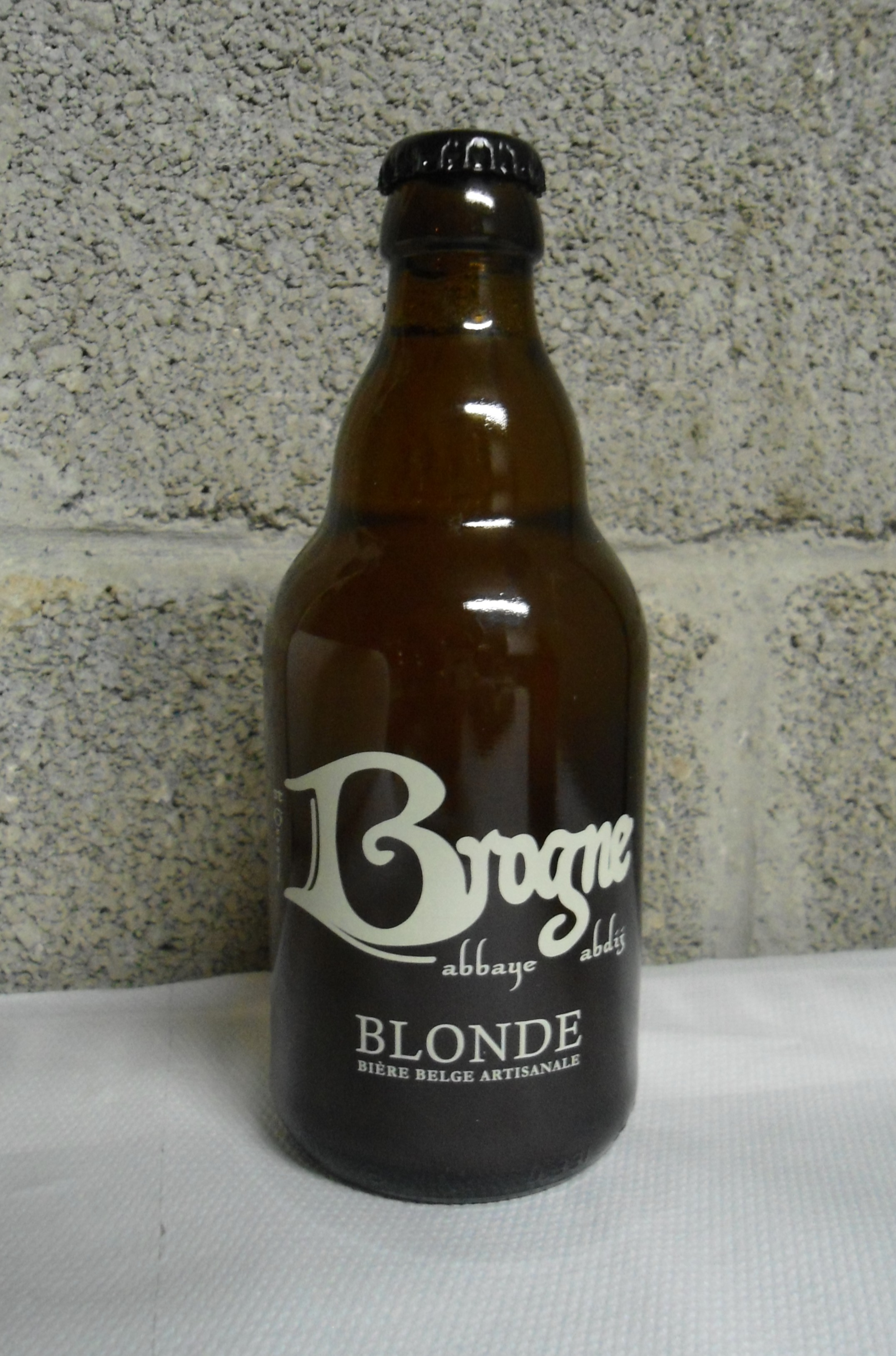
Bière Brogne blonde

Un acte officiel daté de 986 cite l'abbaye comme lieu de brassage. En 1981, la bière de Brogne renaît en étant de nouveau brassée par différentes brasseries dont la brasserie La Binchoise. En 2013, la brasserie de l’Abbaye de Brogne rentre au bercail en s’installant dans la salle des Pèlerins au cœur même de l’abbaye. La Brogne blonde titrant 6,5 % en volume d’alcool est brassée avec des malts et houblons d’origine biologique. Une Brogne Spéciale Noël titrant 8,5 % en volume d’alcool est aussi brassée en quantité limitée.

### Note
1. ↑  En effet, les bâtiments reconstruits au XVIIIe siècle sont occupés un temps par les Assomptionnistes, les Pères Augustins de l'Assomption y établissant un scolasticat de philosophie.